# Courcelles-le-Comte
Courcelles-le-Comte is een gemeente in het Franse departement Pas-de-Calais (regio Hauts-de-France) en telt 447 inwoners (2005). De plaats maakt deel uit van het arrondissement Arras. In de gemeente ligt spoorwegstation Courcelles-le-Comte.

## Geografie
De oppervlakte van Courcelles-le-Comte bedraagt 7,9 km², de bevolkingsdichtheid is 56,6 inwoners per km².
De onderstaande kaart toont de ligging van Courcelles-le-Comte met de belangrijkste infrastructuur en aangrenzende gemeenten.

## Demografie
Onderstaande figuur toont het verloop van het inwonertal (bron: INSEE-tellingen).